# Florian Philippot
Pour les articles homonymes, voir Philippot.
Florian Philippot, né le 24 octobre 1981 à Croix (Nord), est un homme politique français.
Inspecteur de l'administration, se réclamant du gaullisme et du souverainisme, il soutient Jean-Pierre Chevènement à l'élection présidentielle de 2002.
En 2011, il adhère au Front national (FN) et devient rapidement un influent conseiller de Marine Le Pen, qui le nomme directeur stratégique de sa campagne présidentielle de 2012. Devenu vice-président du FN, il s’impose comme la personnalité frontiste la plus présente dans les médias et concourt à l’exclusion du fondateur du parti, Jean-Marie Le Pen.
Après avoir été battu aux élections législatives de 2012 en Moselle et aux élections municipales de 2014 à Forbach, il est élu député européen lors des élections de 2014 dans la circonscription Est, ainsi que conseiller régional aux élections de 2015 en Alsace-Champagne-Ardenne-Lorraine (devenue ensuite région Grand Est).
Aux élections législatives de 2017, une nouvelle fois, il ne parvient pas à faire son entrée à l'Assemblée nationale, alors que l’extrême droite obtient une dizaine de députés. Dans les mois qui suivent, tandis que sa ligne « sociale-souverainiste » et son influence au sein du FN suscitent une opposition croissante en interne, il quitte la formation et fonde son propre parti politique, Les Patriotes (LP).
Dès lors, il accumule les échecs électoraux : il n’est pas réélu au Parlement européen en 2019 (sa liste ayant obtenu 0,6 % des suffrages), échoue au scrutin municipal de 2020 à Forbach, puis perd son dernier mandat électif à l'occasion des élections régionales de 2021 dans le Grand Est. Il annonce son intention d'être candidat à l'élection présidentielle de 2022, avant de se retirer deux mois avant le scrutin, n'ayant reçu qu'un parrainage d'élus sur les 500 nécessaires. Aux élections législatives qui suivent, il échoue à nouveau à devenir député de la Moselle. Il est candidat aux élections européennes de 2024, mais échoue de nouveau.
Parallèlement, son audience augmente transitoirement avec son opposition aux mesures de lutte contre la pandémie de Covid-19, et ce malgré la diffusion de fausses informations sur différents sujets contemporains.

## Famille

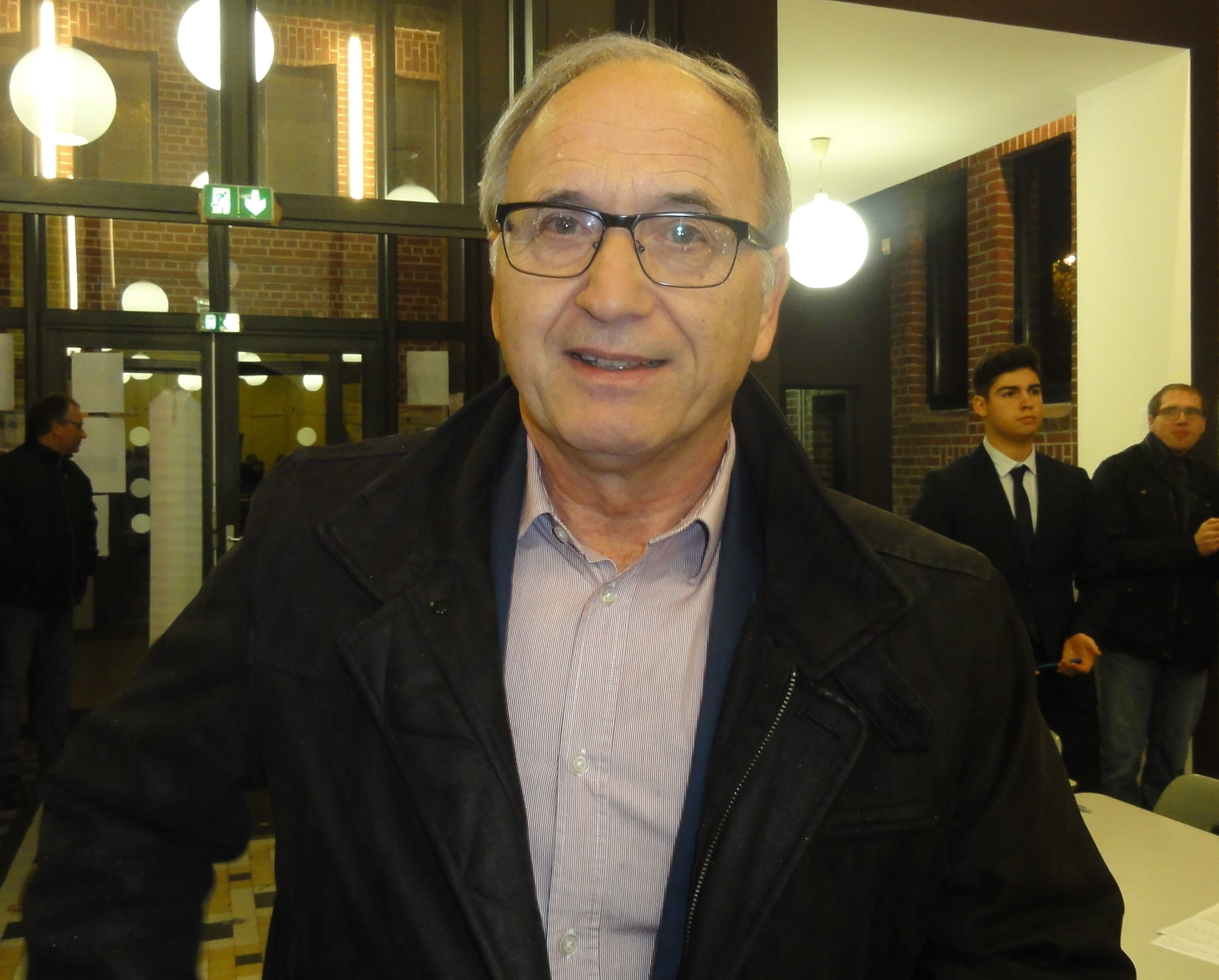
Son père, Daniel Philippot, en 2017.

Florian Philippot est le fils d'un directeur d'école primaire publique, Daniel Philippot, et d'une institutrice, Marion Dondaine. Le couple vote pour François Mitterrand à l'élection présidentielle de 1981 avant de se rapprocher de la droite les années suivantes. Daniel Philippot est nommé directeur de la section du collectif d'enseignants « Racine » du Nord-Pas-de-Calais-Picardie par Marine Le Pen en octobre 2015, et est élu conseiller régional des Hauts-de-France en décembre 2015. Il quitte le FN pour rejoindre Les Patriotes à sa création, en 2017.
Son frère, Damien Philippot, diplômé de l'ESCP Europe et de l'IEP de Paris, travaille à l'Institut français d'opinion publique (Ifop) jusqu'en 2016,,, en tant que directeur des études politiques, puis, selon les sources, chargé des stratégies d'entreprise au département opinion ou directeur adjoint du département opinion,. Il est présenté en 2016 comme un « conseiller occulte » ou « officieux » de Marine Le Pen,,. Bien que Florian Philippot réfute d'abord un tel rôle, Damien Philippot conseille Marine Le Pen dès la campagne présidentielle de 2012. En décembre 2016, il rejoint publiquement l'équipe de campagne de Marine Le Pen pour l'élection présidentielle. Candidat aux législatives dans la 1re circonscription de l'Aisne, il ne réussit pas à se faire élire et devient brièvement assistant parlementaire de Marine Le Pen, quittant son poste peu après le départ de son frère du FN. Il adhère aux Patriotes, parti créé par ce dernier ; il précise cependant être « très peu impliqué » et ne pas avoir « de fonctions opérationnelles ». Il devient par ailleurs l'assistant parlementaire de Mireille d'Ornano, députée européenne Les Patriotes. En octobre 2021, il rejoint la précampagne d'Éric Zemmour pour l'élection présidentielle de 2022, en tant que consultant en analyse stratégique, sans intégrer formellement l'équipe de campagne.

## Vie privée
Le 12 décembre 2014, le magazine Closer révèle que Florian Philippot est homosexuel en publiant des photographies où il apparaît aux côtés d'un homme au visage flouté, présenté comme son compagnon,. L'« outing » de l'intéressé par le magazine provoque l'indignation de médias et d'une partie de la classe politique,,,. Deux jours plus tard, tout en dénonçant une atteinte à sa vie privée, Philippot confirme son homosexualité. Peu après des sites de la « blogosphère d'extrême droite » — comme Jeune Nation — révèlent l'identité de son partenaire.

## Formation et carrière dans l'administration
Florian Philippot passe son enfance à Bondues, dans la banlieue huppée de Lille, puis fait ses études au lycée privé de Marcq à Marcq-en-Barœul, avant d'entrer à Paris au lycée Louis-le-Grand en classe préparatoire économique et commerciale.
En 2001, il intègre l'École des hautes études commerciales de Paris (HEC)[réf. souhaitée].
Durant ses études à HEC, il effectue un stage au sein de l'entreprise de sondages politiques TNS Sofres, où il occupe ensuite un poste. Il travaille également pour le compte d'acteurs de la distribution (notamment 3 Suisses en France et le groupe Louis Delhaize en Belgique). En dehors de l'école, il mène en tant qu'indépendant des enquêtes partout en France pour contribuer à payer ses études. D'après Renaud Dély, Florian Philippot « cultive […] un intérêt personnel » pour les sondages depuis son stage à la Sofres.
Il passe le concours de Sciences Po, mais échoue à l'oral. Consécutivement, il prépare à l'université Paris-Dauphine le concours de l'École nationale d'administration (ENA), qu'il réussit. Il intègre la promotion Willy-Brandt en 2007.
Sorti 34e sur 92 au sein de sa promotion, Florian Philippot est affecté en 2009 à l'Inspection générale de l'administration, où il devient ami avec Jean-Yves Le Gallou. Il est en disponibilité depuis 2011.

## Parcours politique

### Premières opinions et actions militantes
Il se déclare « horrifié par les privatisations » intervenues sous le gouvernement Édouard Balladur. Selon lui, l'État a ainsi « perd[u] quelque chose ». Concernant sa filiation politique, Florian Philippot déclare : « De Gaulle, c'est pour moi la référence absolue ». D'abord sympathisant du RPF de Charles Pasqua à qui il rendra hommage à sa mort en 2015, il dit être séduit par la liste conduite par celui-ci aux élections européennes de 1999. Il est par ailleurs le webmaster du Rassemblement pour l'indépendance et la souveraineté de la France (RIF) au début des années 2000.
Élève à HEC, Florian Philippot préside ensuite le comité Grandes écoles d'une douzaine de personnes autour de Jean-Pierre Chevènement, candidat à l'élection présidentielle de 2002, et dont le slogan est « HEC avec le Che », surnom de Jean-Pierre Chevènement qui fait référence à Che Guevara,. Selon Laurent de Boissieu, il fait partie des responsables présents « autour de la table des Comités étudiants Chevènement 2002 » pendant la campagne pour l'élection présidentielle en 2002 mais, selon Gaël Brustier, il est absent des organigrammes de la campagne du Mouvement des citoyens, le parti fondé par Jean-Pierre Chevènement et auquel Florian Philippot n'a pas adhéré. Gaël Brustier affirme que le récit de Florian Philippot concernant son soutien à Jean-Pierre Chevènement est inexact, et, pour lui, « les faits d’armes avérés » de Florian Philippot envers Jean-Pierre Chevènement se limitent à avoir « signé un document soutenant [sa] candidature » et à avoir « paraph[é] en même temps le texte d’un « comité Grandes Ecoles », produit dérivé de la même campagne de Chevènement » : « s’il « soutient » Jean-Pierre Chevènement en 2002, c’est parce que la droite, alors dirigée par Jacques Chirac, s’est ralliée au processus enclenché en 1992 à Maastricht ». Florian Philippot affirme plus tard avoir trouvé « pas très démocratique, ni républicaine » l'ambiance au sein des manifestations contre la présence au second tour de Jean-Marie Le Pen, président du Front national. Au second tour, tout comme lors de l'élection présidentielle de 2007, il déclare avoir mis dans l'urne un bulletin blanc, marqué « non à l'euro ». Après l'élection présidentielle, il projette de créer un mouvement gaulliste avec deux autres jeunes issus de la campagne de Jean-Pierre Chevènement.
Lors du référendum de 2005, il fait campagne contre le traité établissant une constitution pour l'Europe. En avril 2005, au Zénith de Paris, il participe, en tant que militant, à un meeting de Jean-Luc Mélenchon, membre du Parti socialiste opposé à ce traité. Après lui avoir dit qu'il le soutenait, il indique avoir acté leur désaccord sur leur rapport à la nation.

### Premiers engagements auprès de Marine Le Pen
Séduit par les discours de Marine Le Pen lors de la campagne pour les élections européennes de 2009, en particulier par son « discours social » et le rôle qu'elle entend donner à « l'autorité de l'État », Florian Philippot la rencontre dans un bar près de la porte de Saint-Cloud avant les élections, au printemps, par l'entremise du souverainiste Paul-Marie Coûteaux et en présence de son frère Damien ainsi que de l'éditeur Jean Robin. Il évoque cette première rencontre comme un « coup de foudre, amical et professionnel ».
Il est ensuite intégré aux réunions de travail de Marine Le Pen, qu'il impressionne « par sa capacité à pondre des notes sur tous les sujets » selon les journalistes Abel Mestre et Caroline Monnot, et transmet au FN des documents du ministère de l'Intérieur où il travaille, fait passible d'une radiation de l'administration. D'après Renaud Dély, « c'est surtout en l'abreuvant de sondages que le jeune homme va se rendre indispensable à sa supérieure ». Il admet n'avoir avant jamais voté pour le FN et reconnaît qu'il n'aurait pas pu travailler pour celui-ci lorsque Jean-Marie Le Pen le dirigeait, notamment en raison de son programme économique qui, selon lui, « n'était pas aussi précis et performant que celui de Marine. Le rôle de l'État n'était pas exprimé de la même manière, mais il faut reconnaître qu'il a été le premier à dire que l'euro n'était pas viable. En cela, c'est un visionnaire ».
Selon Jean Robin, Florian Philippot est, de mai 2009 à avril 2011, blogueur associé à marianne2.fr, site internet du magazine classé à gauche Marianne,
sous le titre « Le Vrai Débat »,, et sous le pseudonyme « Arnaud Mandrin ». D'après Gaël Brustier, c'est alors qu'« il contacte plusieurs anciens de la campagne de Jean-Pierre Chevènement. […] Il se prend d’une passion subite et compulsive pour les colloques mensuels de la Fondation Res Publica, fondée en 2004 par Chevènement, où il tente de s’asseoir au premier rang à portée des objectifs photographiques ».
Le 8 avril 2011, lors d'un entretien pour Le Parisien-Aujourd'hui en France, il se fait passer, sous le pseudonyme d'« Adrien », pour un haut fonctionnaire du ministère des Finances qui « fait profiter Marine Le Pen de son réseau, des hauts fonctionnaires et des fiscalistes qui l'aident à développer sa culture économique » et qui « sort des rapports confidentiels de l'Inspection générale des finances ». Le même mois, il est chargé par Marine Le Pen de présenter les grandes lignes du programme économique du FN lors d'un petit déjeuner de presse. Il se fait alors appeler « François », choisissant un pseudonyme car n'étant pas encore en disponibilité de la fonction publique.

### Au Front national

#### Ascension dans le sillage de Marine Le Pen
Florian Philippot adhère au Front national en octobre 2011. À la même date, il est nommé directeur stratégique de la campagne présidentielle de Marine Le Pen, poste auquel Philippe Olivier ou Nicolas Crochet avaient d'abord été pressentis,. En mai 2012, il devient, avec Louis Aliot, porte-parole du Rassemblement bleu Marine (RBM), nouvellement constitué.

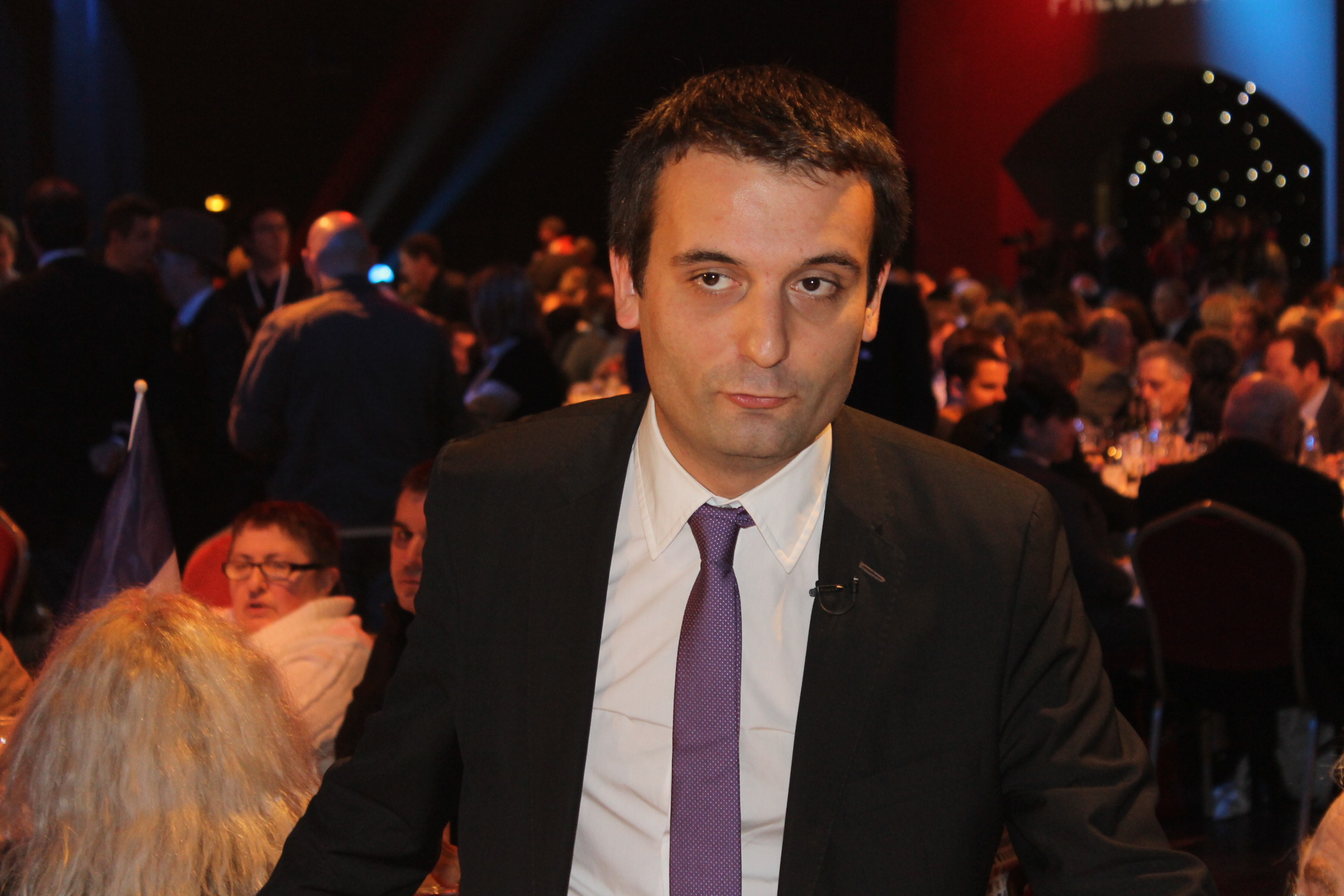
Florian Philippot en novembre 2011.

Le 12 juillet 2012, il est nommé vice-président du Front national, chargé de la stratégie et de la communication. Il devient alors la personnalité du FN la plus présente dans les médias audiovisuels après Marine Le Pen, voire la personnalité politique la plus invitée tous partis confondus. Entre septembre 2015 et septembre 2017, il intervient 554 fois sur les chaînes de télévision et stations de radio françaises.
Lors du congrès du FN de novembre 2014, qui se tient à Lyon, il arrive en quatrième position pour l'élection du comité central avec 69 % des voix, derrière Marion Maréchal-Le Pen, Louis Aliot et Steeve Briois, et devant Bruno Gollnisch. Marine Le Pen évoque à son sujet « un excellent résultat ». Au contraire, la presse signale une contre-performance, en particulier face à Marion Maréchal-Le Pen qui est présentée comme sa rivale, tant sur le plan personnel qu'idéologique,,,. Pour le sociologue Sylvain Crépon, ce vote confirme la « forme de réticence vis-à-vis de sa personne et de son parcours universitaire et politique » qu'il a pu observer chez les militants du FN rencontrés au cours d'enquêtes de terrain. En août 2015, Jérôme Fourquet, directeur du département opinion de l'Ifop, relève que « le score de « bonnes opinions » de Florian Philippot parmi les sympathisants frontistes [est] sensiblement plus faible » que ceux de Marine Le Pen et Marion Maréchal-Le Pen, les deux autres principales figures du FN, ce qui s'explique « par un double handicap » : « un déficit de notoriété parmi les proches du FN » et une mauvaise opinion plus importante à son sujet.
D'après Abel Mestre et Caroline Monnot, journalistes au Monde, Florian Philippot apparaît comme « le grand gagnant » du nouvel organigramme du parti dévoilé le 19 février 2015, qui « confirme sa position de numéro 2 du parti ». Il dirige désormais les pôles « communication », « société civile » et « veille et prospective » — cette dernière appellation étant une nouveauté et désignant une cellule chargée notamment de décrypter les programmes politiques des partis de gauche radicale européens tels que SYRIZA en Grèce ou Podemos en Espagne.
Proche de Marine Le Pen, il est souvent présenté comme son « éminence grise » et son conseiller le plus influent. Auteur d'un ouvrage consacré aux numéros 2 du Front national, l'historien Nicolas Lebourg estime à son sujet que « jamais un second n'a eu autant d'influence » au sein du parti. Avec le documentariste Joseph Beauregard, il note que Florian Philippot a « peu ou prou obtenu ce que n'avait eu aucun numéro deux, la fusion sous son autorité de prérogatives relevant de la présidence, du secrétariat général et de la délégation générale ». Lorrain de Saint Affrique estime que « Jean-Marie Le Pen ne [s'est] jamais autant lié à quiconque comme sa fille semble l'avoir fait avec Philippot ». Abel Mestre et Caroline Monnot soulignent qu'il « a pris une importance considérable à la faveur de la crise frontiste [du printemps 2015]. À tel point que l'on peut résumer la situation du FN selon cet adage : si Marine Le Pen préside le Front national, Florian Philippot le dirige ». Pour le magazine Le Point, il fait partie de la « nouvelle génération de militants du Front national tout entier dévoués à Marine Le Pen et décidés, comme elle, à prendre le pouvoir au plus vite, au besoin en liquidant l'héritage du père, Jean-Marie Le Pen ». D'après le sociologue Sylvain Crépon, l'émergence de Florian Philippot s'explique à la fois par sa légitimation de la stratégie de dédiabolisation et de normalisation impulsée par Marine Le Pen, et par sa convergence avec cette dernière sur une ligne « ni droite ni gauche ».
Pascal Perrineau estime que le FN doit sa montée au cours des années 2010 à « la ligne plus ou moins incarnée par Florian Philippot », indiquant en 2017 : « Le Front national qui a connu depuis cinq ans une hausse phénoménale n'est pas le Front national qui s'est radicalisé, c'est le Front national du Nord et de l'Est, des terres populaires jadis à gauche ». Au contraire, Nicolas Lebourg affirme qu'expliquer les résultats électoraux du FN pendant cette période « par l'adoption d'une ligne sociale-souverainiste est une fable. Plus que le produit de cette stratégie, ils résultent de plusieurs facteurs : les erreurs et les difficultés des autres partis, une forte demande autoritaire dans la société par exemple ».

#### Implantation électorale en Moselle
En 2011, Florian Philippot déclare qu'il n'envisage pas une candidature ailleurs que dans le département du Nord, où il est né et a grandi.

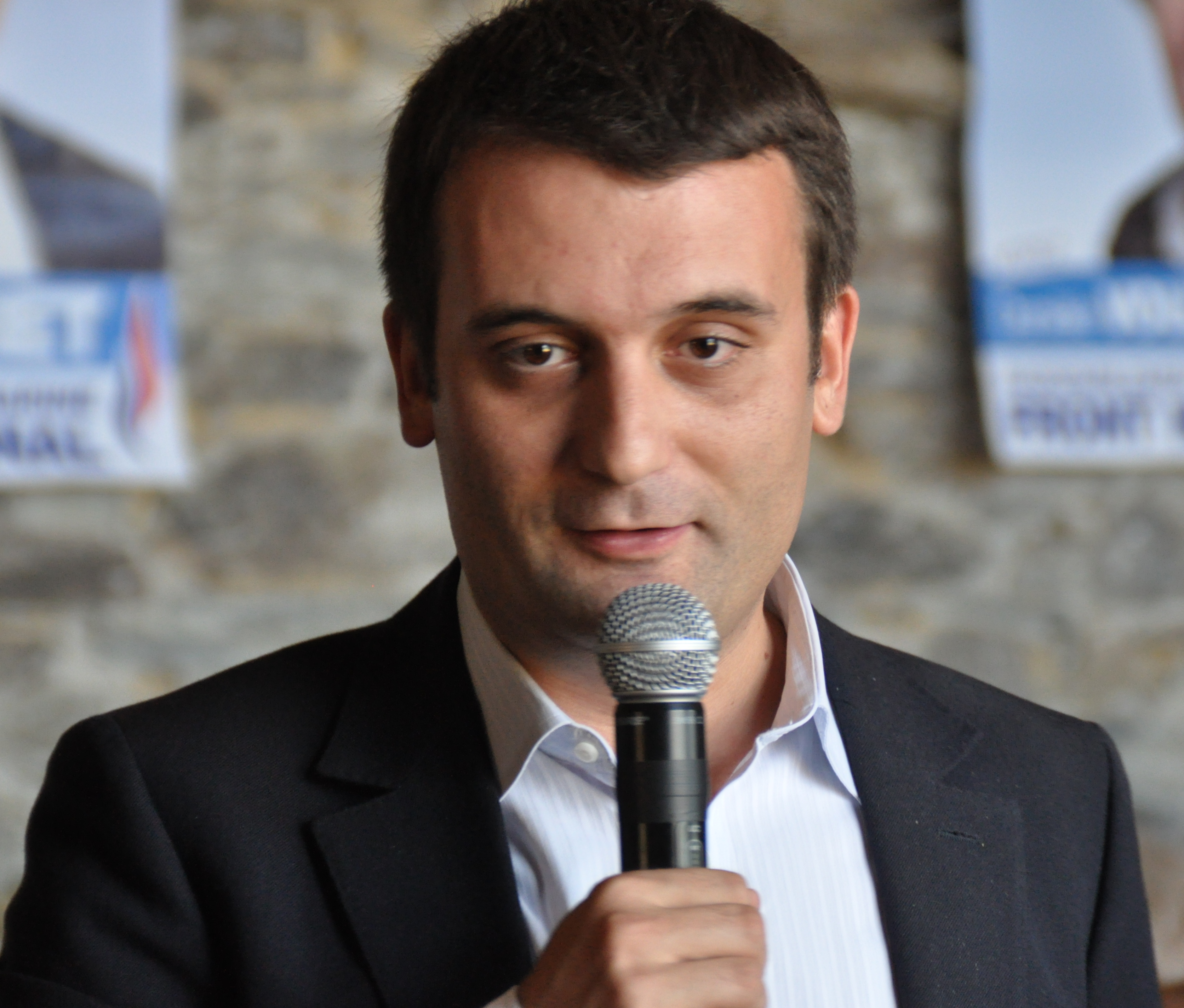
Florian Philippot en 2012.

Pourtant, il se présente aux élections législatives de 2012 dans la sixième circonscription de la Moselle, déclarant avoir été « parachuté, comme tous les résistants »,. Il prend ainsi la place du candidat FN habituel, Éric Vilain, qui présente une candidature dissidente. Florian Philippot se qualifie pour le second tour avec 26,3 % des suffrages exprimés face au socialiste Laurent Kalinowski (37,4 %), tandis que le député UMP sortant Pierre Lang est éliminé dès le premier tour,. Au second tour, avec 46,3 % des suffrages exprimés, Florian Philippot est battu.
Son attitude supposée envers les militants et le recrutement contesté au conseil régional de Lorraine d'Arnaud Menu, alias Arnaud Naudin, rédacteur en chef de Novopress, l'un des médias du Bloc identitaire, provoquent, début 2013, la démission de son suppléant, d'un ancien candidat FN aux dernières élections cantonales, ainsi que de quatre conseillers régionaux FN.
Après avoir été pressenti pour mener une liste FN aux élections municipales de mars 2014 à Freyming-Merlebach, deuxième ville la plus peuplée de la 6e circonscription mosellane,, Florian Philippot choisit finalement de mener la liste forbachoise en tandem avec son ancien rival Éric Vilain,. La liste qu'il conduit arrive en tête au premier tour (35,7 % des voix), puis recule en pourcentage au second (35,2 %) dans le cadre d'une quadrangulaire ayant permis l'élection du candidat socialiste. Après cette défaite, il devient conseiller municipal de Forbach. Il démissionne de cette fonction début janvier 2016, après avoir été élu conseiller régional,.
Par ailleurs, Florian Philippot prend la tête de liste de son parti aux élections européennes de mai 2014 dans la circonscription Est, qui comprend cinq régions. Sa liste arrive en tête (28,98 % des voix) et il est élu député européen.
Il est tête de liste FN pour les élections régionales de 2015 en Alsace-Champagne-Ardenne-Lorraine. Il fait principalement campagne sur la crise migratoire, la fermeture des frontières et la sécurité. Dans le même temps, il tente de placer deux de ses proches sur les listes conduites par Wallerand de Saint-Just en Île-de-France, mais est éconduit par Marine Le Pen. La liste qu'il conduit arrive en tête au premier tour, avec 36,07 % des voix, dix points devant la liste de droite conduite par Philippe Richert et vingt points devant la liste socialiste menée par Jean-Pierre Masseret. Au second tour, après que le PS a retiré son investiture à Jean-Pierre Masseret et appelé à voter pour la droite, la liste de Philippe Richert l'emporte avec 48,40 % des voix alors que la liste de Florian Philippot obtient un score identique à celui du premier tour (36,08 %),. Élu conseiller régional, il prend la présidence du groupe Les Patriotes - Front national le 4 janvier 2016.
Florian Philippot est battu lors du second tour des élections législatives de 2017 dans la sixième circonscription de la Moselle, obtenant 43,0 % des suffrages exprimés face au candidat LREM. Cet échec, alors que le FN a fait élire huit députés, est attribué à son absence de campagne sur le terrain,. Par ailleurs, aucun de ses soutiens n'est élu député.

#### Entourage et partisans
En 2017, Le Monde présente Florian Philippot comme « le patron d’une PME qui s’échine à modifier le logiciel du Front national. Le leader d’une petite troupe persuadée de pouvoir couper le parti de son passé et d’en faire une simple formation souverainiste, qui aurait largué les amarres de l’extrême droite ».
Au FN, il s'entoure principalement de Joffrey Bollée (son directeur de cabinet), David Masson-Weyl et Aloïs Navarro (fondateurs du collectif étudiant Marianne) ou encore Kévin Pfeffer, Mathilde Androuët, Amélie de La Rochère et Alain Avello, président du collectif Racine (qui vise à implanter le parti chez les enseignants) et ancien adhérent d'Égalité et Réconciliation,. Sophie Montel, députée européenne, est également proche de lui. Éric Richermoz gère quant à lui sa chaîne YouTube,.
Ses proches, « profitant de chaque occasion pour soutenir leur leader », forment une « génération Philippot », qui s'investit principalement sur Twitter,. Ils font l'objet de virulentes critiques, notamment de Minute — qui titre en 2013 sur le prétendu « lobby gay » qui se serait formé autour de lui —, de Jean-Marie Le Pen — qui évoque, en référence à son homosexualité, en mai 2015 « ses hommes, ses mignons », — ou de Julien Rochedy, mais aussi, de manière plus feutrée, de « cadres historiques du [FN] » comme Stéphane Ravier.
En février 2015, après le congrès de Lyon, une partie de ses fidèles intègre l'organigramme du parti. Nicolas Lebourg relève que « les amis de [Marion Maréchal-Le Pen] sont marginalisés » tandis que Florian Philippot « a la part du lion ». Alors que Marion Maréchal-Le Pen décline la proposition de sa tante d'intégrer l'organigramme de sa campagne présidentielle de 2017, celui-ci fait la part belle aux proches de Florian Philippot. Ses soutiens sont de nouveau largement représentés parmi les candidats investis dans les circonscriptions les plus favorables au FN pour les législatives qui suivent : environ 45 % des candidats dans celles où Marine Le Pen a recueilli plus de 50 % des voix au second tour, selon Le Figaro.
Son association Les Patriotes, lancée en mai 2017, est dotée de trois vice-présidents : Sophie Montel, Franck de Lapersonne et Maxime Thiébaut, ancien directeur adjoint de cabinet de Nicolas Dupont-Aignan à Debout la France.

#### Départ du parti
Dès 2014, une partie de l'appareil frontiste exprime son ressentiment à l'égard de Florian Philippot, en particulier en raison de son influence sur la ligne économique du Front national, jugée étatiste, et de son omniprésence dans les médias, et auprès de Marine Le Pen. Ses détracteurs mettent aussi en cause son tempérament ; d'après Nicolas Lebourg, « il a humilié des gens pendant des années. ll y a des tonnes d’histoires entre lui et des élus, il n’est vraiment pas doué pour se faire aimer. Il a toujours pratiqué la politique du "avec moi ou contre moi" ».
Le directeur du Front national de la jeunesse, Julien Rochedy, indique avoir quitté le FN notamment en raison du poids de Florian Philippot et de l'entourage de celui-ci. En 2011, Jean-Marie Le Pen juge Florian Philippot « brillant », tout en émettant des réserves à son encontre. Exclu du FN en 2015, il attaque Florian Philippot, lui reprochant un noyautage clanique du FN et voyant en lui le principal responsable de sa sanction, une affirmation étayée par Marine Le Pen,. Par ailleurs, Florian Philippot et d'autres cadres du FN comme Wallerand de Saint-Just soutiennent et obtiennent, en 2016, l'arrêt du défilé traditionnel du FN du 1er mai en l'honneur de Jeanne d'Arc, une décision perçue comme une « trahison » par Jean-Marie Le Pen.

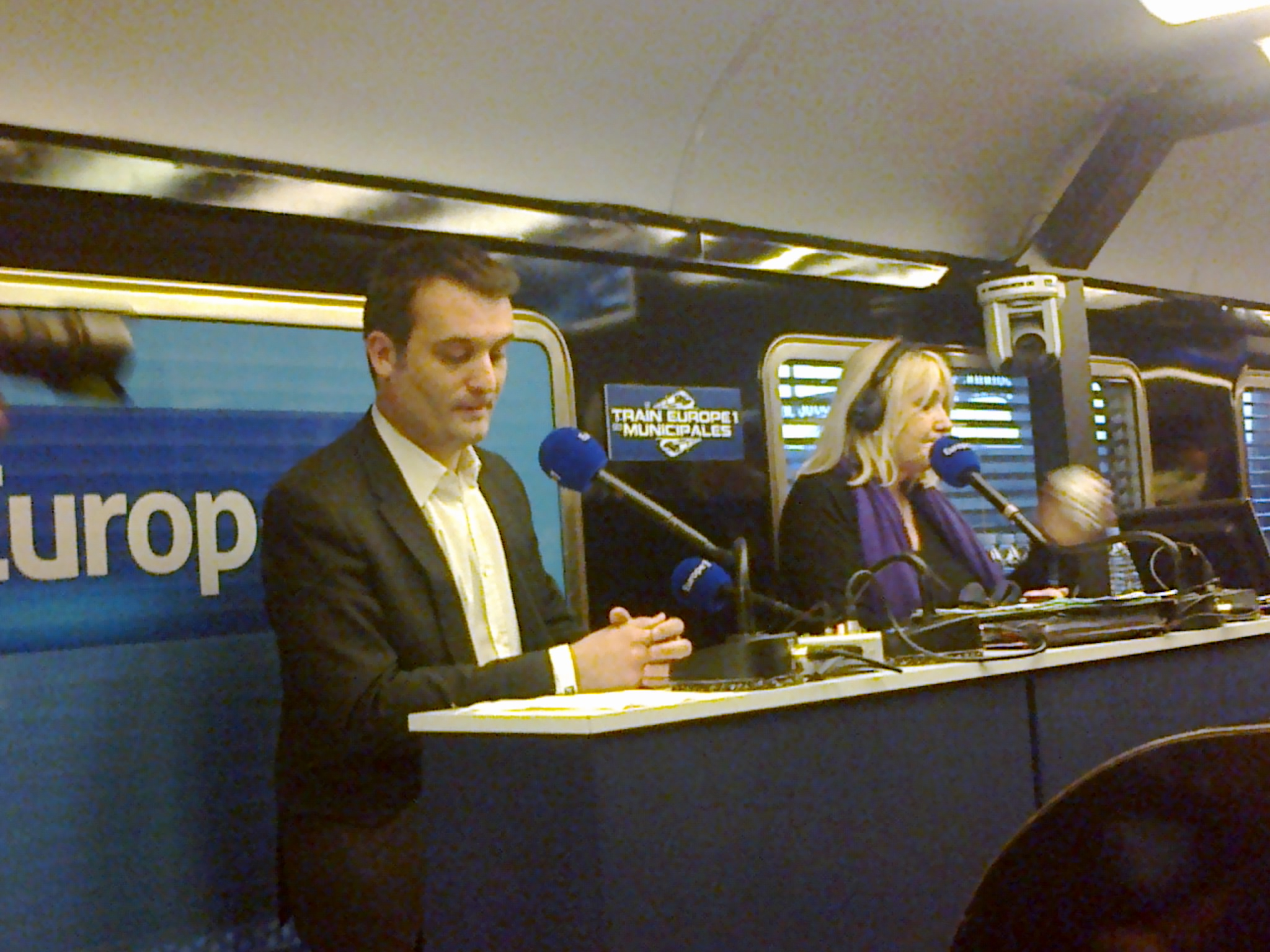
Florian Philippot dans les studios d'Europe 1, en mars 2014.

Au cours de la campagne pour l'élection présidentielle de 2017, sa ligne semble perdre de l'influence au profit de celle de Marion Maréchal-Le Pen, notamment à travers l'influence dans l'appareil de campagne de Philippe Olivier et de Philippe Vardon, et en particulier après le déclenchement de l'affaire Fillon,,. L'Obs relève que « la concurrence entre les deux stratèges, [Olivier] et Philippot, va aller crescendo tout au long de la campagne. Cela ne passe pas entre l'énarque et le militant nostalgique du FN vieille école », et considère que Philippot « finira par remporter le bras de fer d'influence – pour son plus grand malheur ». Marion Maréchal-Le Pen se réjouit du virage plus « identitaire/sécuritaire » pris par sa tante avant le premier tour. Les critiques publiques envers Florian Philippot se multiplient après l'échec à l'élection présidentielle de 2017 de Marine Le Pen, qu'il a régulièrement conseillée,,, et le mauvais score réalisé par le Front national aux élections législatives qui suivent. Sa ligne « sociale-souverainiste » est accusée d'avoir détourné de Marine Le Pen les électeurs du premier tour de François Fillon en cherchant à rallier ceux de Jean-Luc Mélenchon, qui n'ont été finalement que 7 % à se reporter au second tour sur Marine Le Pen (contre 20 % pour les électeurs de Fillon).
Le 16 mai 2017, il lance et prend la présidence d'une association rattachée au FN (mais à laquelle il est possible d'adhérer sans être membre du FN), baptisée Les Patriotes et se donnant pour but de « défendre et porter le message de Marine Le Pen au soir du second tour de l’élection présidentielle », celle-ci ayant annoncé une « transformation profonde » à venir du FN. Libération souligne que « la démarche est exceptionnelle au Front national » et la compare avec celle menée par Marine Le Pen à la tête de l’association « Générations Le Pen » au début des années 2000. Mediapart considère que « loin d’être le fusible de la défaite, Florian Philippot a obtenu ce qu’il réclame depuis des années à Marine Le Pen : l’annonce d’une vraie refonte du parti, à l'occasion du prochain congrès, qui aura lieu début 2018 », allant jusqu'à annoncer un changement de nom du FN alors que Marine Le Pen s'est limitée à évoquer « une transformation profonde ». Selon Florian Philippot, le nom du parti « fait peur » ; il remet également en question le discours du parti sur l'immigration en ces termes : « Sommes-nous vraiment aussi clairs et précis qu’on le croit sur [ce sujet] ? Pourquoi tant de nos compatriotes sont-ils encore persuadés que ce discours est « raciste » ? Comment doit-on parler aux Français issus de l’immigration ? »,,.
Par ailleurs, plusieurs cadres du parti évoquent ouvertement l'hypothèse que le Front national renonce à soutenir la sortie de la France de la zone euro, cette mesure ayant pu dissuader selon eux un certain nombre d'électeurs, notamment chez les personnes âgées, de voter pour Marine Le Pen par crainte des conséquences économiques pouvant en découler,. Florian Philippot déclare aussitôt qu'il quitterait le parti si celui-ci ne prônait plus la sortie de l'euro et propose l'abandon de la thèse d'une double monnaie, qui avait été mise en avant dans la dernière ligne droite de la présidentielle. Il défend la stratégie « d'élargissement continu des sujets traités par le FN », qui avait conduit le parti à renforcer son discours sur des thématiques comme l'école, la santé, les banlieues, et il met en garde sur un repli aux fondamentaux du FN, comme la sécurité et l'immigration, une stratégie prônée par d'autres cadres du parti.
Dans le même temps, ses relations avec Marine Le Pen se dégradent rapidement. Celle-ci lui reproche son manque d'investissement lors de la campagne législative et son initiative de lancer sa propre association. La présidente du FN retire la présidence du groupe Front national au conseil régional de Bourgogne Franche-Comté à Sophie Montel, qui dénonçait le discours « anxiogène » du parti sur la question migratoire ; Florian Philippot apporte alors publiquement son soutien à Sophie Montel, présentée comme étant sa plus fidèle alliée. L'embauche par Marine Le Pen de son frère Damien comme assistant parlementaire, dont le profil est moins clivant au sein du parti, est également considérée comme un signe de cette dégradation de leurs relations. En outre, des tensions apparaissent au sein du groupe FN au conseil régional du Grand Est, où plusieurs élus reprochent à Florian Philippot un manque d'assiduité et de connaissance des dossiers régionaux,.
Le 18 septembre 2017, le bureau politique du FN se focalise sur son cas et Marine Le Pen lui demande, sur accord de la majorité des membres, de choisir entre son association et le parti, évoquant un « conflit d'intérêts » avec sa fonction de vice-président du parti,. Le 20 septembre, compte tenu du refus de Florian Philippot, Marine Le Pen lui retire la délégation « stratégie et communication », dont il était chargé en tant que vice-président du parti,,,,. Le lendemain, le 21 septembre, déclarant ne pas vouloir être vice-président « à rien », Florian Philippot annonce qu'il quitte le Front national. Plusieurs responsables du FN affirment qu'il organisait son départ depuis plusieurs semaines. Lui indique qu'il « avai[t] compris depuis quelques semaines que la soi-disante [sic] refondation du FN cachait en réalité un rétrécissement, un retour en arrière, que le Front allait se transformer en sorte de MNR », faisant allusion à l'influence croissante des anciens mégrétistes au sein du FN. Il dénonce également la place prise au sein du FN par la mouvance identitaire, dont des représentants sont selon lui « nommés un peu partout dans les fédérations » depuis deux ans.

### Président des Patriotes

#### Une scission du FN à l'impact limité

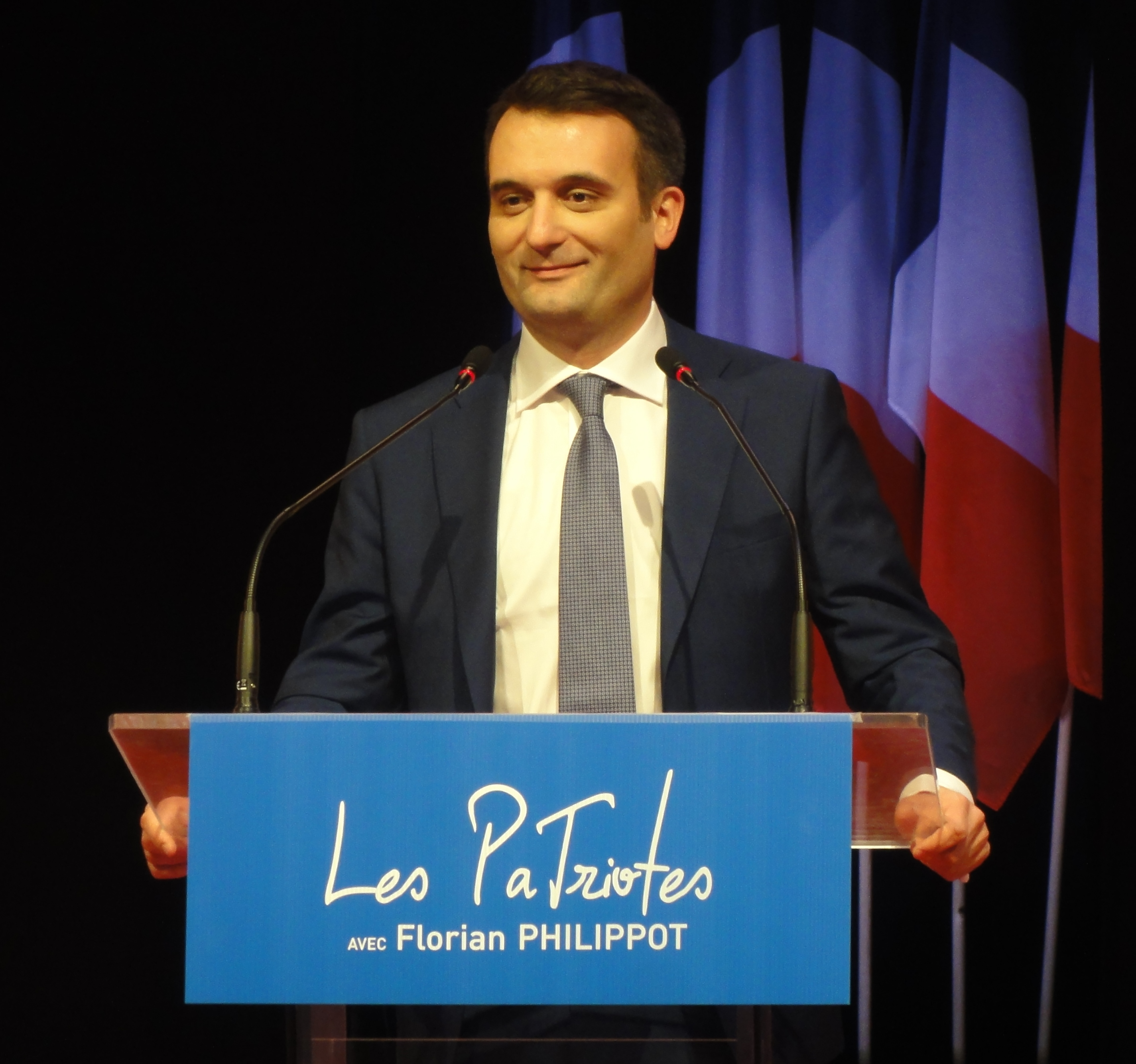
Florian Philippot le 18 février 2018, lors du congrès fondateur des Patriotes.

Dans son sillage, plusieurs élus quittent le Front national, notamment les députés européennes Sophie Montel et Mireille d'Ornano,,. Mais par rapport à la scission de 1998-1999, lors de laquelle près des deux tiers des cadres frontistes avaient décidé de soutenir Bruno Mégret, peu d'élus quittent le FN pour suivre Florian Philippot. Ainsi, sur 358 conseillers régionaux FN, seule une trentaine rejoint Florian Philippot,.
Le jour même de son départ du Front national, Virginie Joron lui succède à la présidence du groupe frontiste au conseil régional du Grand Est, rebaptisé « groupe Front national – Bleu Marine Grand Est » ; Florian Philippot décide alors de créer et de présider le groupe Les Patriotes, qui, avec 11 membres, constitue le quatrième et plus petit groupe du conseil régional, le groupe frontiste restant le deuxième, avec 35 élus,. Au Parlement européen, il quitte le groupe Europe des nations et des libertés pour rejoindre le groupe Europe de la liberté et de la démocratie directe, présidé par le Britannique Nigel Farage.
Le 29 septembre, il annonce que l'association Les Patriotes est devenue un parti politique et qu'elle a enregistré 3 000 adhérents depuis sa création, en mai. Fin novembre 2017, il obtient le ralliement du député José Évrard. Le congrès fondateur du parti a lieu le 18 février 2018. Selon un classement établi par Le Figaro, il est la 4e personnalité la plus invitée dans les matinales entre le 21 août 2017 et le 13 juillet 2018, avec 36 passages,. En 2018, son compte Twitter compte plus de 179 000 abonnés, ce qui constitue une « caisse de résonance » selon Le Journal du dimanche.

#### Succession d’échecs électoraux de 2018 à 2020
Mais les scores dans les études d'opinion et les résultats réalisés lors des élections législatives partielles (entre 1 et 2 % des voix) sont rapidement jugés décevants pour Les Patriotes,,.
En décembre 2018, il annonce qu'il mènera la liste de son parti aux élections européennes de 2019. Il propose une alliance à François Asselineau, président de l'UPR, qui la refuse. Le parti dépose finalement une liste commune avec l'association Jaunes et citoyens, favorable au mouvement des Gilets jaunes,. Créditée de 1 à 2 % dans les sondages, la liste n'obtient finalement que 0,65 % des suffrages exprimés et termine en 15e position. Florian Philippot et Mireille d'Ornano perdent ainsi leurs sièges au Parlement européen. Il reste conseiller régional du Grand-Est.
Analysant son action au Parlement européen, France Info indique qu'il « n’a assisté à aucune des 44 réunions de sa commission des pétitions », et qu'il était l'un des « députés européens les moins assidus ». Son activité se limite essentiellement à des questions écrites (au nombre de 125), qui relèvent du « niveau zéro de l’activité parlementaire » selon Aline Robert, éditrice en chef d’EURACTIV. Selon une étude de Transparency International, Florian Philippot se classe parmi les quatre élus européens les moins assidus du Parlement, tous pays confondus.
Il se porte candidat aux élections municipales de 2020 à Forbach. Arrivant en cinquième position avec 9,7 % des voix, sa liste est éliminée dès le premier tour.

#### Pandémie de Covid-19 et perte de son dernier mandat en 2021

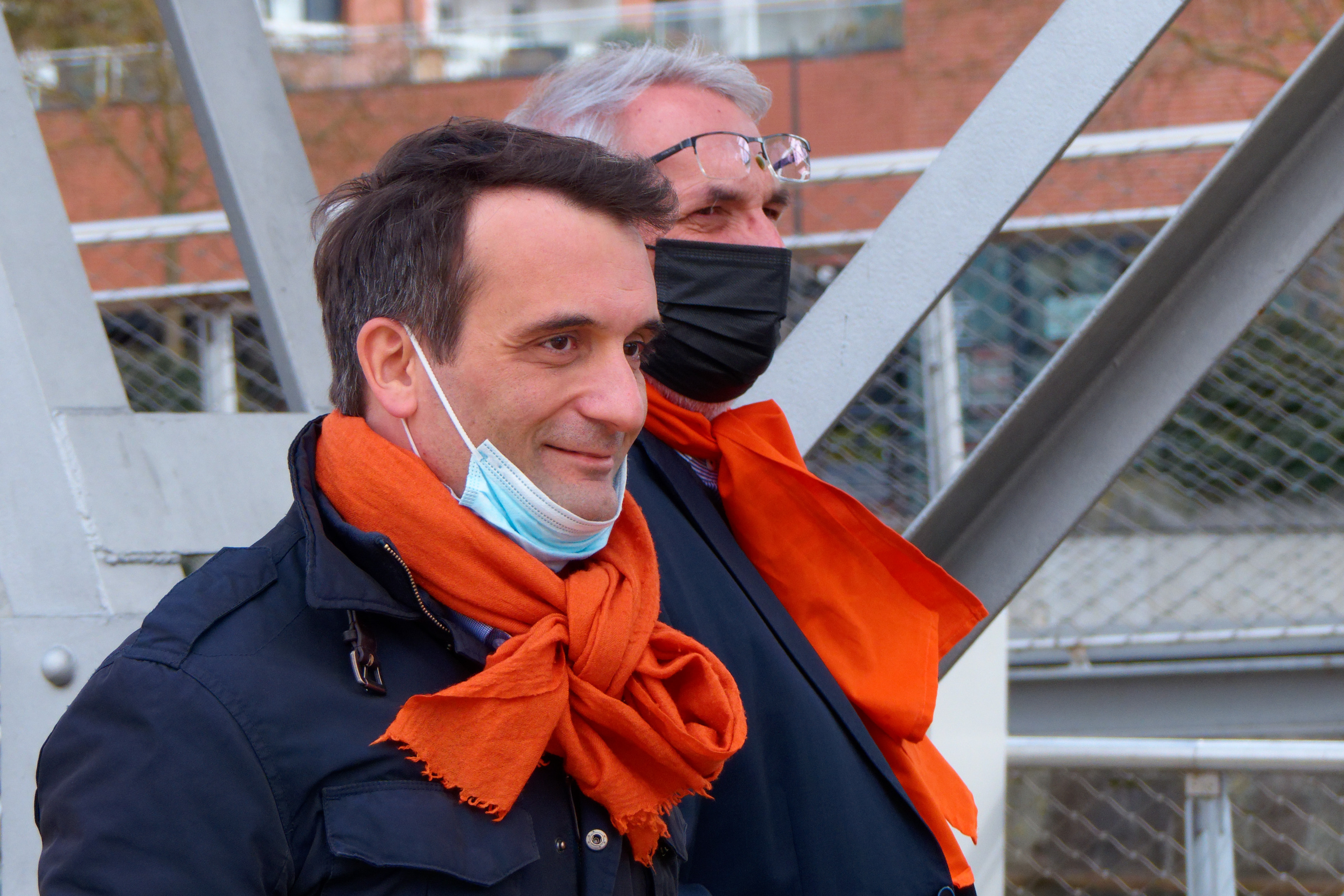
Florian Philippot à une manifestation « anti-confinement et pour les libertés » (Strasbourg, 27 mars 2021).

Très critique envers la gestion de pandémie de Covid-19 par le gouvernement français à partir de 2020, il participe au mouvements d'opposition aux mesures de lutte contre la pandémie de Covid-19 et organise une manifestation hebdomadaire pendant plusieurs mois à quelques mètres de l’entrée du ministère de la Santé, ainsi que dans une quinzaine d’autres villes de France. Il se pose en défenseur du professeur Didier Raoult, demande la fin de l’obligation du port du masque de protection, se montre sceptique sur la politique vaccinale et dénonce l’instauration du passe sanitaire. Plusieurs de ses déclarations sur le sujet sont jugées trompeuses ou complotistes,. Avec cette mobilisation, il bénéficie d'un regain de notoriété et d'invitations sur les plateaux de télévision. Il entretient également une bonne visibilité en ligne grâce à sa chaîne YouTube Les Patriotes, avec notamment 300 000 abonnés en février 2022, contre 55 000 pour Marine Le Pen.
Le quotidien L'Humanité observe qu'il avait d'abord défendu l’obligation du port du masque en extérieur avant de se rallier aux protestataires en mai 2020 et l’accuse d'opportunisme. En effet, en mars 2020, Florian Philippot était favorable à un confinement général de la population et affirmait que, pour se protéger du virus, « le masque est indispensable » - à une époque où le gouvernement le juge encore peu utile. À son propos, le politologue Jean-Yves Camus indique : « C’est une aubaine absolument inespérée. Il part de très loin : il n’est plus député européen depuis l’année dernière, donc ce mouvement est l’occasion pour lui de se relancer ».
Aux élections régionales de 2021, Les Patriotes présentent une seule liste, dans le Grand Est. Dans cette région, Florian Philippot, tête de liste du FN six ans plus tôt et conseiller régional sortant, conduit la liste « Liberté », avec le soutien du parti conservateur Via, la voie du peuple. Il fait principalement campagne contre les mesures de restrictions des libertés décidées par le gouvernement dans le cadre de la pandémie de Covid-19, en relayant des thèses controversées, ce qui lui permet de progresser dans les sondages et en audience sur internet.
Au premier tour, la liste menée par Florian Philippot arrive en sixième position avec 6,95 % des suffrages exprimés, ce qui rend impossible son maintien au second tour et lui fait perdre son dernier mandat électif. Il ne donne pas de consigne de vote en vue du second tour, qualifiant les dirigeants du RN d’« européistes convertis » et de « pro-pass sanitaire ». En parallèle, également candidat aux élections départementales dans le canton de Forbach en binôme avec Patricia Bruckmann, il est éliminé avec 7,9 % des voix,.
Avec ces élections, Les Patriotes perdent leur vingtaine de conseillers régionaux.

#### Élections de 2022
Le 14 juillet 2021, Florian Philippot annonce être candidat à l'élection présidentielle de 2022. Alors qu'il ne comptabilisait qu'un seul parrainage sur les 500 nécessaires à sa candidature, il annonce abandonner la course présidentielle le 18 février 2022,. Une consultation interne des adhérents du parti des Patriotes révèlent que plus de 40 % veulent soutenir Eric Zemmour et 28 % Nicolas Dupont-Aignan. En mars 2022, il se rallie au candidat Nicolas Dupont-Aignan et annonce un accord avec le parti Debout la France en vue des élections législatives. Durant l'entre-deux tours de la présidentielle, il appelle à faire un vote barrage contre Emmanuel Macron en faveur de Marine Le Pen.
Aux élections législatives de 2022, il est battu dans la sixième circonscription de la Moselle, avec 4,62 % des suffrages exprimés, comme la plupart des candidats antivaccination à ces élections.

#### Élections européennes de 2024
Il se présente via une liste commune avec Jean-Frédéric Poisson, annonce-t-il en avril 2024. Sur cette liste, figure aussi une chroniqueuse télévisuelle Myriam Palomba. Cette liste n'atteindra pas les 1%,.

## Prises de position
La ligne défendue au sein du Front national par Florian Philippot est qualifiée de « sociale-souverainiste », ou de « nationale-républicaine »,. Le politologue Jean-Yves Camus estime que « sa conviction centrale est l'europhobie » et que « le reste varie ».

### Souverainisme
Selon l'historien Nicolas Lebourg, l’espace politique de Florian Philippot est celui du « souverainisme intégral ». Florian Philippot soutient notamment le principe de la souveraineté monétaire, qu'il juge non négociable car « la souveraineté nationale ne se découpe pas ». D'après Le Monde, il avait pour objectif de faire du FN un parti souverainiste rassemblant tous ceux ayant voté « non » au référendum sur le traité constitutionnel européen en 2005, qu'ils soient de droite ou de gauche.
Florian Philippot se montre très critique envers l'Union européenne et l'euro,. Son père déclare que Florian Philippot a commencé « dès 1999 à s'intéresser à la sphère souverainiste », et qu'il estimait qu'une perte de souveraineté nationale était liée à la construction européenne, une question qui « l'obsédait ». Après avoir créé Les Patriotes, Florian Philippot affirme être le « seul » à promouvoir le Frexit, estimant que l'Union populaire républicaine de François Asselineau « n'a pas de programme sur tout le reste » et que Debout la France est « sur un programme euro-réformiste ».
Il propose la suppression du Sénat pour « une seule Assemblée avec moins d'élus, élus par contre à la proportionnelle intégrale et qui retrouve sa souveraineté nationale par rapport à Bruxelles ».

### Étatisme
Le journaliste Laurent de Boissieu considère qu'il a apporté au FN « une cohérence entre la dénonciation du libéralisme extérieur (protectionnisme face au libre-échangisme mondial) et une dénonciation du libéralisme intérieur (interventionnisme social-étatiste contre la remise en cause du modèle social français), en rupture avec le programme de libéralisation interne défendu hier par Jean-Marie Le Pen et aujourd'hui [en 2015] par Marion Maréchal-Le Pen ». Le politologue Thomas Guénolé voit dans sa ligne « un colbertisme qui veut fédérer le non du référendum de 2005 à la constitution européenne ». Abel Mestre et Caroline Monnot indiquent qu'« avec son courant « national-républicain », il mène une bataille idéologique pour changer le logiciel frontiste en une sorte de synthèse chevènemento-lepéniste, se revendiquant plus que jamais du leitmotiv « ni droite ni gauche ».
Il souhaite ramener l'âge de départ à la retraite à 60 ans, fait retirer la suppression de l'ENA du programme du FN et défend l'héritage du Front populaire.
En juin 2014, lors des grèves de la SNCF, il soutient les grévistes, réfutant l'argument que la libéralisation du rail soit synonyme de baisse des prix pour les usagers. En septembre 2017, il participe à une opération de blocage contre la réforme du code du travail malgré les consignes du Front national, qui n'appelait pas à manifester.

### Gaullisme

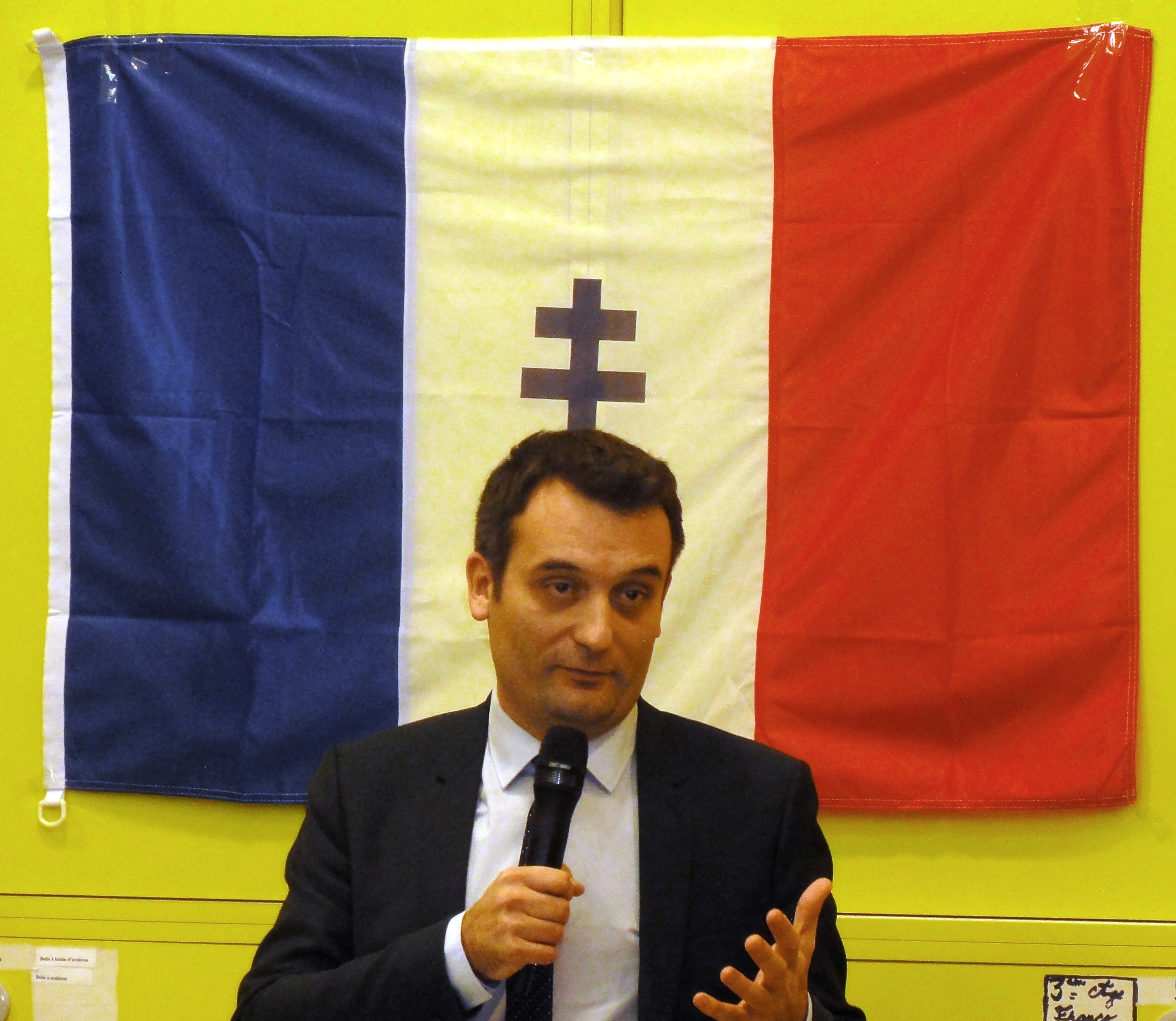
Florian Philippot en 2017.

Il se réclame du gaullisme, déclarant que le général de Gaulle est « un exemple » et « une référence absolue » dans son engagement politique »,. Il estime avoir plusieurs points communs avec Charles de Gaulle, notamment « l'indépendance nationale, la grandeur de la France, l'Europe des nations ». À plusieurs reprises à partir de 2012, il se rend à Colombey les Deux Églises pour fleurir la tombe du général de Gaulle. Lors des élections municipales de 2014, il exploite un logo montrant une croix de Lorraine entourée de la flamme du logo du Front national. Ces prises de position, inédites pour un responsable de premier plan du Front national, lui attirent les critiques à la fois des anti-gaullistes du parti et des gaullistes d'autres bords de l'échiquier politique,.
En 2014, après la commémoration de la rafle du Vélodrome d'Hiver par le Premier ministre Manuel Valls, qui y reconnaît l'implication de l'État français, Florian Philippot accuse le gouvernement d'« entretenir la haine de la France » en arguant que « la France était à Londres et il y avait un pays occupé, non pas complice de l'occupant mais victime de l'occupant ».

### Sujets de société
Florian Philippot se déclare hostile à la peine de mort et favorable à une « perpétuité réelle »,.
Comme Marine Le Pen, il n'a pas manifesté contre la loi ouvrant le mariage aux homosexuels ; il a également critiqué les élus qui ne voulaient pas appliquer la loi. En avril 2016, il compare la question de l'abrogation du mariage homosexuel à celle de « la culture du bonsaï », suscitant des critiques à l'extrême droite et de la part de la Manif pour tous.
S'il dissocie islam et islamisme radical, il affirme « que c'est une évidence qu'il y a un lien entre l'immigration et la montée du fondamentalisme islamique ». Il souhaite le maintien du concordat en Alsace-Moselle et s'oppose à ce qu'il intègre l'islam, ce qui serait selon lui « une atteinte tant à la laïcité de la République qu’à la mémoire de ceux qui ont toujours montré leur attachement à la France ». Le Point souligne qu'il a « justifi[é] les attaques de la fachosphère contre « Farid Fillon », « l'ami de l'imam de la mosquée d'Argenteuil ». Il a beau invoquer la « liberté d'expression » pour défendre le procédé, il cautionne tout de même l'utilisation de méthodes traditionnelles d'extrême droite, qui caricature ses ennemis sur une base raciste, en l'occurrence en donnant à un patronyme une consonance arabe ou juive ».
Pour Laurent de Boissieu, Florian Philippot prône « l'affirmation de la défense de tous les Français sans distinction d’origine ou de couleur de peau, à condition que les immigrés s’assimilent à la culture française », ce qui correspondait déjà aux statuts du FN mais contredit certaines déclarations de Jean-Marie Le Pen sur l’« inégalité des races » ou encore l’appartenance de la France au « monde blanc ». Or, d'après Laurent de Boissieu, « sur cette thématique, Florian Philippot est minoritaire à la base du parti », plutôt acquise aux thèses de la mouvance identitaire. Louis Aliot, vice-président du FN, affirme que « ce n’est pas Florian Philippot qui a amené le républicanisme au Front national, Marine [Le Pen] défend[ant] cette ligne depuis 2002 ».
Sous son influence, Marine Le Pen adopte une position moins dure envers l'immigration. Alors qu'elle proposait en 2012 de faire passer le nombre d'entrées légales d'immigrés sur le territoire français de 200 000 à 10 000 chaque année, son programme présidentiel de 2017 prévoit un « solde migratoire annuel de 10 000 », soit un nombre sensiblement identique à celui de la présidence de François Hollande (environ 200 000 départs contre 210 000 arrivées légales).

### Politique étrangère
Après la mort d'Hugo Chávez en 2013, il lui rend hommage, voyant en lui « d'abord une volonté, un courage, à l'intérieur comme à l'extérieur de son pays ».
Après l'attentat contre Charlie Hebdo en janvier 2015, il laisse entendre que le Qatar finance le terrorisme islamiste, ce qui conduit l'émirat à porter plainte pour diffamation à son encontre. Le Parlement européen refuse finalement la levée de son immunité parlementaire demandée par la cour d'appel de Versailles.
Fin 2016, il dénonce l'attitude de l'administration Obama envers la Russie et estime que « l'arrivée de Donald Trump signera probablement une période d'apaisement ».
Selon Libération, lors de l'invasion de l'Ukraine par la Russie en 2022, Florian Philippot défend les intérêts du régime russe sur les réseaux sociaux et diffuse des fausses nouvelles au sujet du chef d'État ukrainien Volodymyr Zelensky. Certaines de ses déclarations sont qualifiées de trompeuses en omettant des précisions, en lien avec son europhobie.
Ses propos favorables à la Russie, sont repris en 2024 par la propagande pro-russe, et lors des élections européennes de 2024, il obtient un score bien plus important en Russie (auprès des Français résidant à Moscou) qu'au niveau national.

### Alliances électorales

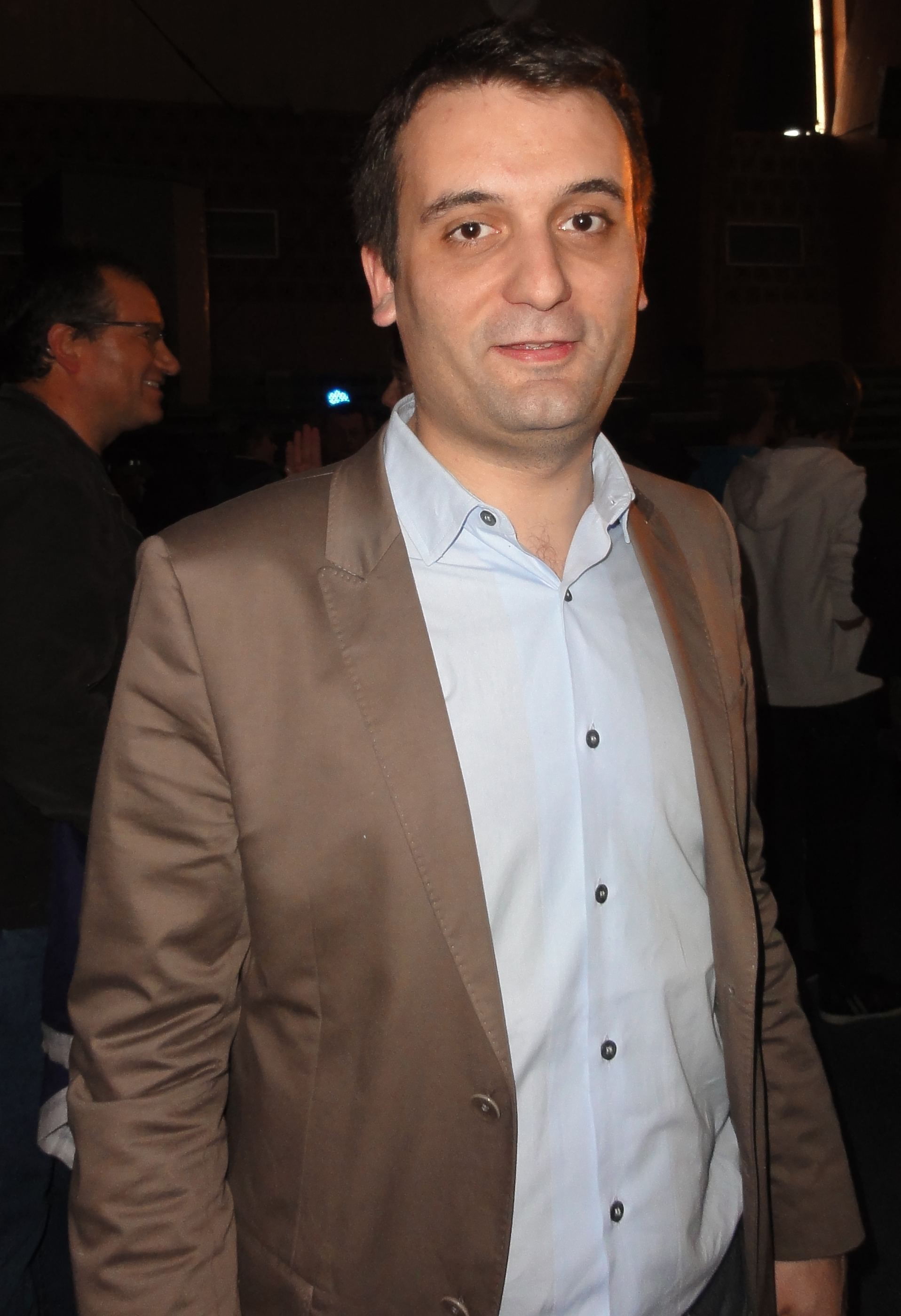
Florian Philippot en 2012.

En tant que vice-président du FN, il tente à plusieurs reprises de lancer une alliance avec Nicolas Dupont-Aignan et son mouvement Debout la France, mais celui-ci décline la proposition. D'une manière générale, Florian Philippot affirme que le FN détient le monopole d'expression du souverainisme en France, déclarant en 2013 : « Nous incarnons la question souverainiste, nous n'avons pas de concurrence. Nous couvrons tout le champ du camp patriote ». Après les échéances électorales de 2017, il se dit « très heureux de la proposition lancée il y a quelques semaines par Nicolas Dupont-Aignan de discuter avec Thierry Mariani, Laurent Wauquiez et [lui-même] ».
Contrairement à de nombreux responsables du Front national, il se montre favorable à un dialogue avec la gauche radicale, notamment avec Jean-Luc Mélenchon, à qui il propose en juillet 2017 de « prendre un café ». Celui-ci lui adresse une fin de non-recevoir, le qualifiant de « fasciste »,.
Comme président des Patriotes, il dit vouloir « travailler avec tous les patriotes de gauche et de droite de bonne volonté ». En revanche, il rejette le projet d'« union des droites », estimant qu'elle « n’a pas de sens idéologique » et qu'il « n’y croi[t] pas une minute ». En vue des élections européennes de 2019, il propose de faire liste commune avec François Asselineau (UPR) en lui apportant une contribution de 300 000 euros. Lors des élections régionales de 2021, il refuse toute alliance avec le RN au premier comme au second tour, affirmant qu'il n’a plus « rien à voir » avec ce parti. Candidat à l'élection présidentielle de 2022, il n'obtient qu'un seul parrainage. En mars, il signe une « alliance durable » avec Nicolas Dupont-Aignan et Debout la France, pour l'élection présidentielle comme les législatives. Une consultation interne des adhérents du parti des Patriotes penchaient davantage en faveur d'Éric Zemmour (à 40 % contre 28 %).

## Synthèse des résultats électoraux

### Élections européennes
Les résultats ci-dessous concernent les élections où il est tête de liste.
| Année | Parti | Parti | Circonscription | Voix    | %     | Rang | Sièges |
| ----- | ----- | ----- | --------------- | ------- | ----- | ---- | ------ |
| 2014  |       | FN    | Est             | 703 809 | 28,98 | 1er  | 4 / 9  |
| 2019  |       | LP    | France          | 147 140 | 0,65  | 15e  | 0 / 79 |
| 2024  |       | LP    | France          | 229 190 | 0,93  | 13e  | 0 / 81 |

### Élections législatives
| Année | Parti | Parti    | Circonscription  | 1er tour | 1er tour | 1er tour | 2d tour | 2d tour | 2d tour |
| Année | Parti | Parti    | Circonscription  | Voix     | %        | Rang     | Voix    | %       | Issue   |
| ----- | ----- | -------- | ---------------- | -------- | -------- | -------- | ------- | ------- | ------- |
| 2012  |       | FN       | 6e de la Moselle | 8 969    | 26,34    | 2e       | 15 317  | 46,30   | Battu   |
| 2017  | 6 138 | FN       | 6e de la Moselle | 23,79    | 1er      | 10 337   | 43,04   | Battu   |         |
| 2022  |       | LP (UPF) | 6e de la Moselle | 1 069    | 4,62     | 6e       | Éliminé | Éliminé | Éliminé |

### Élections régionales
Les résultats ci-dessous concernent les élections où il est tête de liste.
| Année | Parti | Parti | Région                            | 1er tour | 1er tour | 1er tour | 2d tour        | 2d tour        | 2d tour        | Sièges obtenus |
| Année | Parti | Parti | Région                            |          | %        | Rang     |                | %              | Rang           | Sièges obtenus |
| ----- | ----- | ----- | --------------------------------- | -------- | -------- | -------- | -------------- | -------------- | -------------- | -------------- |
| 2015  |       | FN    | Alsace-Champagne-Ardenne-Lorraine | 641 234  | 36,07    | 1er      | 790 166        | 36,08          | 2e             | 46 / 169       |
| 2021  |       | LP    | Grand Est                         | 74 980   | 6,95     | 6e       | Liste éliminée | Liste éliminée | Liste éliminée | 0 / 169        |

### Élections départementales
| Année | Parti | Parti | Canton            | Binôme             | 1er tour | 1er tour | 1er tour | Issue   |
| Année | Parti | Parti | Canton            | Binôme             | Voix     | %        | Rang     | Issue   |
| ----- | ----- | ----- | ----------------- | ------------------ | -------- | -------- | -------- | ------- |
| 2021  |       | LP    | Canton de Forbach | Patricia Bruckmann | 368      | 7,90     | 6e       | Éliminé |

### Élections municipales
Les résultats ci-dessous concernent uniquement les élections où il est tête de liste.
| Année | Parti | Parti | Commune | 1er tour | 1er tour | 1er tour | 2d tour        | 2d tour        | 2d tour        | Sièges | Sièges |
| Année | Parti | Parti | Commune | Voix     | %        | Rang     | Voix           | %              | Rang           | CM     | CC     |
| ----- | ----- | ----- | ------- | -------- | -------- | -------- | -------------- | -------------- | -------------- | ------ | ------ |
| 2014  |       | FN    | Forbach | 2 829    | 35,74    | 1er      | 3 119          | 35,17          | 2e             | 6 / 35 | 2 / 14 |
| 2020  |       | LP    | Forbach | 412      | 9,71     | 5e       | Liste éliminée | Liste éliminée | Liste éliminée | 0 / 35 | 0 / 15 |

## Publications
- Florian Philippot, Frexit : UE, en sortir pour s'en sortir, Paris, L'Artilleur, 2018, 176 p., 13 × 20 cm (ISBN 978-2-810-00756-1)
- Florian Philippot, Covid-19 : l'oligarchie démasquée, Paris/impr. en Pologne, autoédition, 2020, 107 p. (ISBN 979-8-680-15565-3)
- Florian Philippot, Covid-19 : la grande bascule, Paris, autoédition, 2021, 101 p. (ISBN 979-8-709-72154-8)
- Florian Philippot, S'en sortir : face à l'oligarchie, Paris, autoédition, 2021, 104 p. (ISBN 979-8-760-39597-9)
- Florian Philippot, Manifeste pour la Paix et la Liberté : éloge de la France libre, autoédition, 2022, 34 p. (ISBN 979-8-425-75991-7)
- Florian Philippot, Crises, Paris, autoédition, 2022, 114 p. (ISBN 979-8-847-97061-7)
- Florian Philippot, Fini la comédie ! : Pourquoi l'oligarchie perdra la guerre qu'elle nous a déclarée, Paris, autoédition, 2024, 96 p. (ISBN 979-8336541717)